# 天映頻道
天映頻道（英語：Celestial Movies）是天映娛樂有限公司的付費電視旗下的电影頻道，主要播放香港、台灣、新加坡、马来西亚及其他亞洲地區電影 ，目前的覆蓋範圍於中國、馬來西亞、新加坡，印尼、文萊，孟加拉国。

## 公司背景
天映娱乐成立于2000年，是一间以发展亚洲区内跨媒体娱乐业务的公司，制作及发行以亚洲语言为主的电影及其它电视节目，以及电视台业务。
天映娱乐以香港为基地，拥有全球最大的中文电影库——邵氏片库，现正为这些珍贵影片进行数码修复以利推出至全球影院、电视台以及影音市场。凭藉具前瞻性的购片策略，以及电视网路。
天映娱乐为Astro成員。

## 集團同類頻道
- 天映頻道
- 天映頻道HD
- 天映經典頻道

## 電影來自
此電影頻道的電影主要來自邵氏、寰亞電影（香港、台灣除外）、英皇娛樂集團（香港、台灣除外）、星皓（香港、台灣除外）、嘉禾、CJ希杰集团的CJ娛樂（韩国）及東寶（日本）等。

## 節目編排
除了播放電影，此頻道還有播放幕後花絮、藝人/導演訪談節目等等，其中包括《影人影事》、《津津樂導》、《電影八爪娛》、《天映STAR TALK》、《韓國電影雜誌》。

## 播放地區

### 中國内地
只限三星級以上賓館以及部分外國人居住區播放，由中国国际电视总公司代理的亚太6号134ku波段进行传送，節目並非來自馬來西亞版本，而沿用的來自天映經典頻道的邵氏經典電影。
2018年1月1日0时，该频道的中国境内卫星信号及节目停止传送，3月下旬恢复。

### 香港
myTV SUPER
- 天映經典頻道 - 203頻道

### 澳門
澳門有線電視
- 天映經典頻道 - 45頻道

myTV SUPER
- 天映經典頻道 - 203頻道

### 馬來西亞
Astro
- 天映頻道HD - 309頻道
- 天映經典頻道 - 321頻道

NJOI
- 天映頻道HD - 309頻道
- 天映經典頻道 - 321頻道

Unifi TV
- 天映頻道HD - 288頻道
- 天映經典頻道 - 289頻道

### 新加坡
星和視界
- 天映頻道 - 868頻道
- 天映經典頻道 - 869頻道

Singtel TV
- 天映頻道 - 585頻道
- 天映經典頻道 - 580頻道
- CM+ - 571頻道

### 孟加拉国
UCS
- 天映频道 - 47频道
- 天映频道HD - 49频道

## 曾播放的地區版本
天映頻道曾擁有香港、澳洲、泰國及越南的地區版本均為僅在自己的播放地區收看，其中香港版本曾經透過香港無綫網絡電視使用第50頻道、now TV使用第147頻道及天映頻道自選服務以粵語廣播收看、澳洲版本曾經透過翡翠互動電視以粵語廣播收看，其餘兩個地區版本均以國語廣播收看。

## 外部連結
- 天映頻道 （页面存档备份，存于）（繁體中文）（简体中文）（英文）
- 天映經典頻道 （页面存档备份，存于）（繁體中文）（简体中文）（英文）
- 免費在線電影頻道 （页面存档备份，存于）（繁體中文）（简体中文）